# Улица Мустакиви
Улица Му́стакиви, также Му́стакиви-те́э и  Му́стакиви те́э (эст. Mustakivi tee, с эст. — улица Чёрного камня, Чернокаменная ) — улица в районе Ласнамяэ города Таллина, столицы Эстонии.

## География
Проходит через микрорайоны Мустакиви, Куристику, Катлери и Тондираба. Протяжённость — 1930 м. Начинается у Петербургского шоссе и заканчивается на пересечении с Нарвским шоссе. Пересекается с улицами Ляэнемере, Линнамяэ, Осмуссааре, Тяхесаю, Кивила, Махтра и Пунане.

## История
В 1980–1989 годах улица на месте современной Мустакиви называлась улица 21-го июля (эст. 21. Juuli tee).
Мустакиви построена в 1996 году, в ходе реконструкции 2007 года 2-рядный отрезок улицы был перестроен в 4-рядный и создан протяжённый островок безопасности. Стоимость работ составила 37,8 миллиона крон. Расширение улицы на отрезке между Петербургским шоссе и улицей Лаагна было выполнено в 2006 году.
Улица Мустакиви позволяет жителям Ласнамяэ быстро попасть на Петербургское шоссе, а оттуда — на круговую магистраль, ведущую в сторону Тарту, Пярну и других городов Эстонии. Обновление улицы создало хорошие перспективы для дальнейшей застройки микрорайона Тондираба.
Таллин уже несколько десятков лет планирует удлинение улицы Мустакиви на отрезке между Нарвским шоссе и улицей Козе длиной 1,2 км, что позволит создать дополнительное транспортное сообщение между районами Ласнамяэ и Пирита. На подготовительные работы в 2021 году запланировано потратить 600 000 евро. Общая стоимость строительства составит 20,6 миллионов евро. Согласно проведённому в 2020 году опросу, удлинение Мустакиви поддерживает ⅔ жителей Пирита и 80 % жителей Ласнамяэ.
Так как вопрос продолжения улицы вызвал много возражений и предложений, в конце 2019 года Таллин решил до начала проектирования работ провести различные исследования и оценку влияния данного проекта на окружающую среду, что и было начато. Это означает, что, в самом лучшем случае, строительные работы начнутся не ранее лета 2022 года.

## Общественный транспорт
По улице на небольших отрезках пути (2 остановки) курсируют городские автобусы маршрутов № 12, 31, 60 и 65. Без остановок по улице курсируют автобусы маршрутов № 51 и 66.

## Застройка
До 2018 года Мустакиви жилой застройки не имела. Единственный жилой дом на улице — это перестроенное здание Эстонской морской академии, возведённое в 1994 году и в настоящее время носящее название «Резиденция VEGA». Промышленной застройки улица не имеет.

## Предприятия
- Mustakivi tee 3A — магазин торговой сети «Selver».
- Mustakivi tee 13 — торговый центр «Lasnamäe Centrum».
- Mustakivi tee 17  — торговый центр «Prisma».

Улица Мустакиви
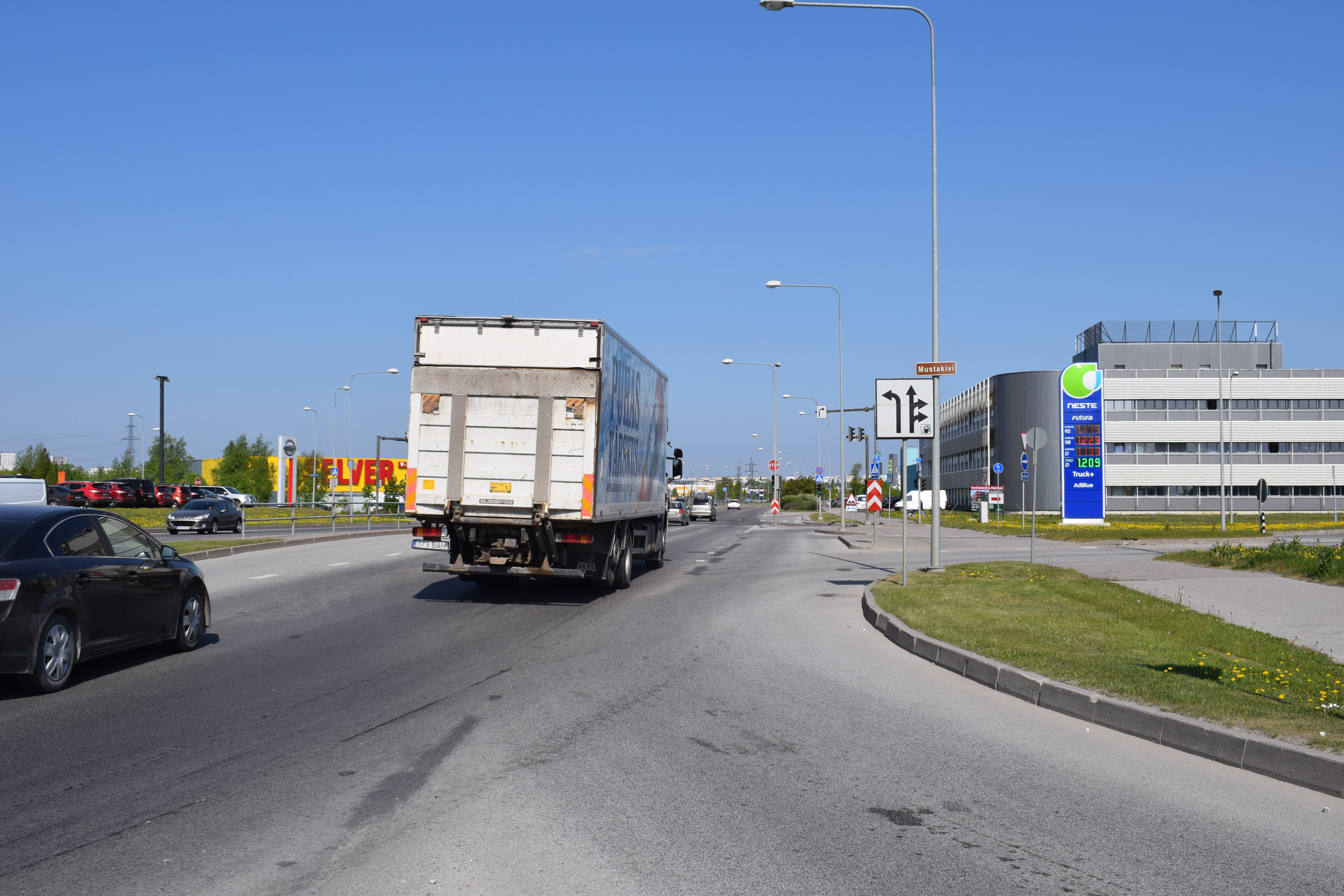
Начальный отрезок улицы
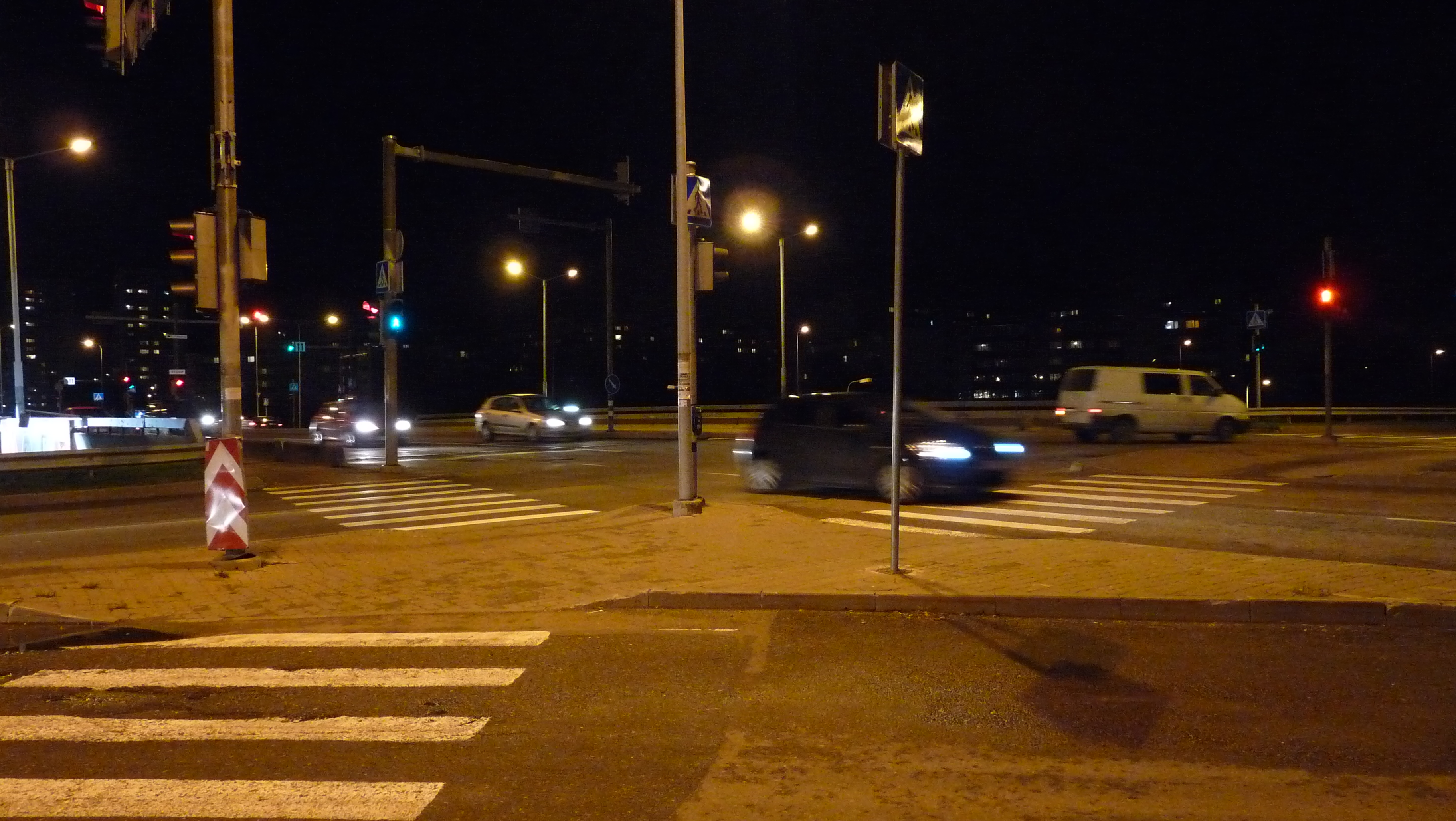
Перекрёсток у моста Мустакиви
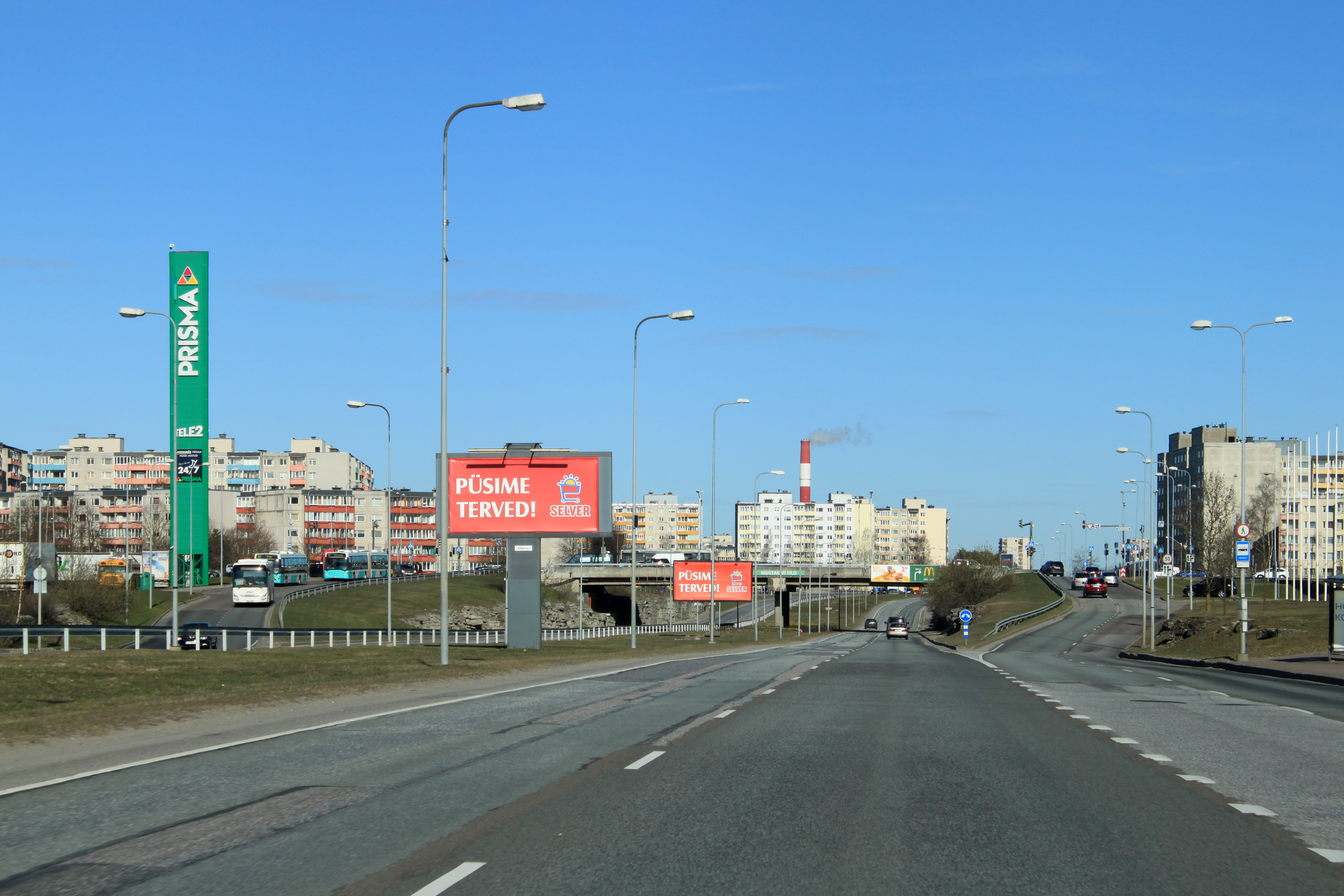
Вид на мост Мустакиви с улицы Лаагна
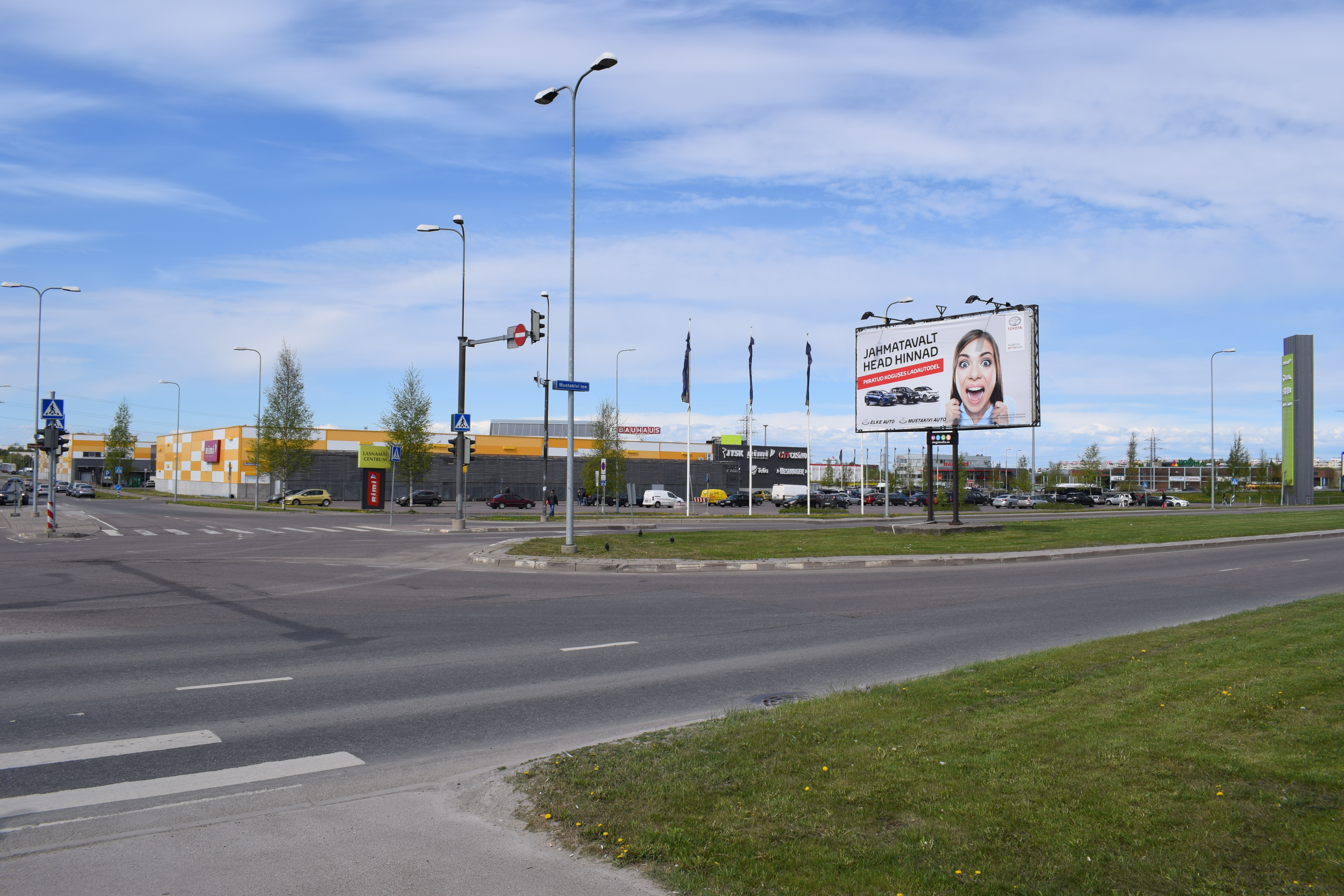
Поворот к торговому центру Lasnamäe Centrum
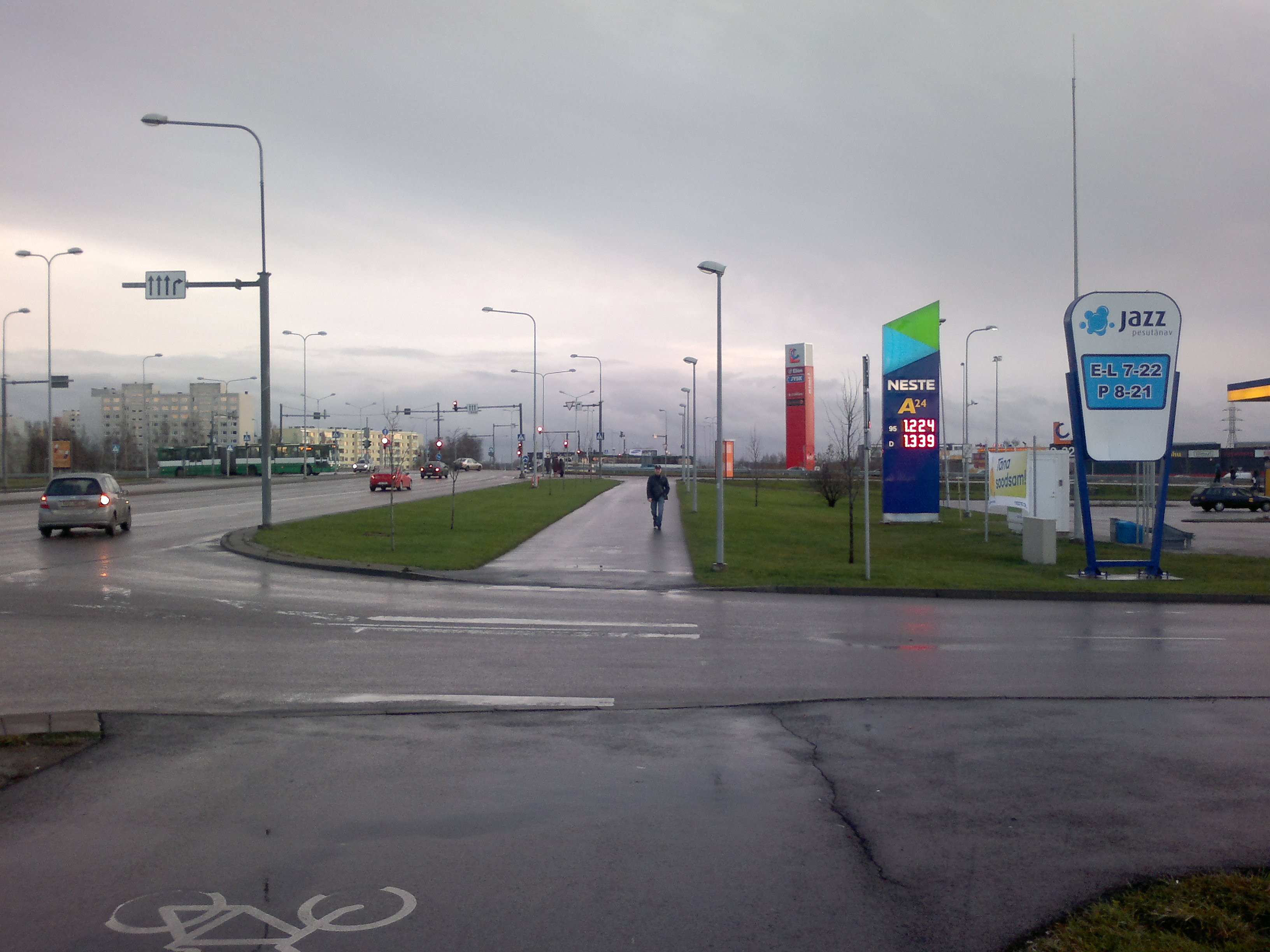
Поворот к торговому центру Prisma
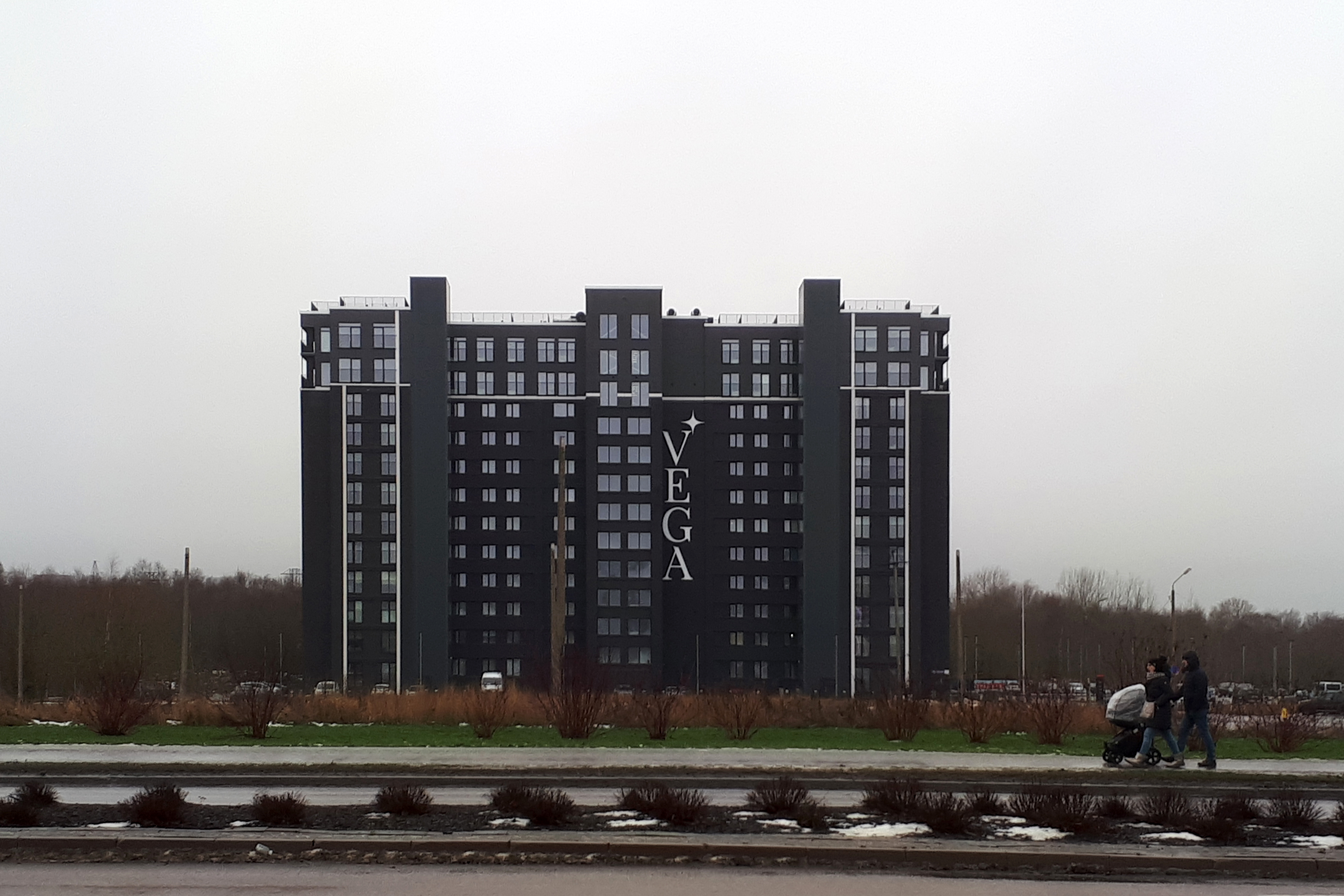
Дом 35, жилой комплекс Vega
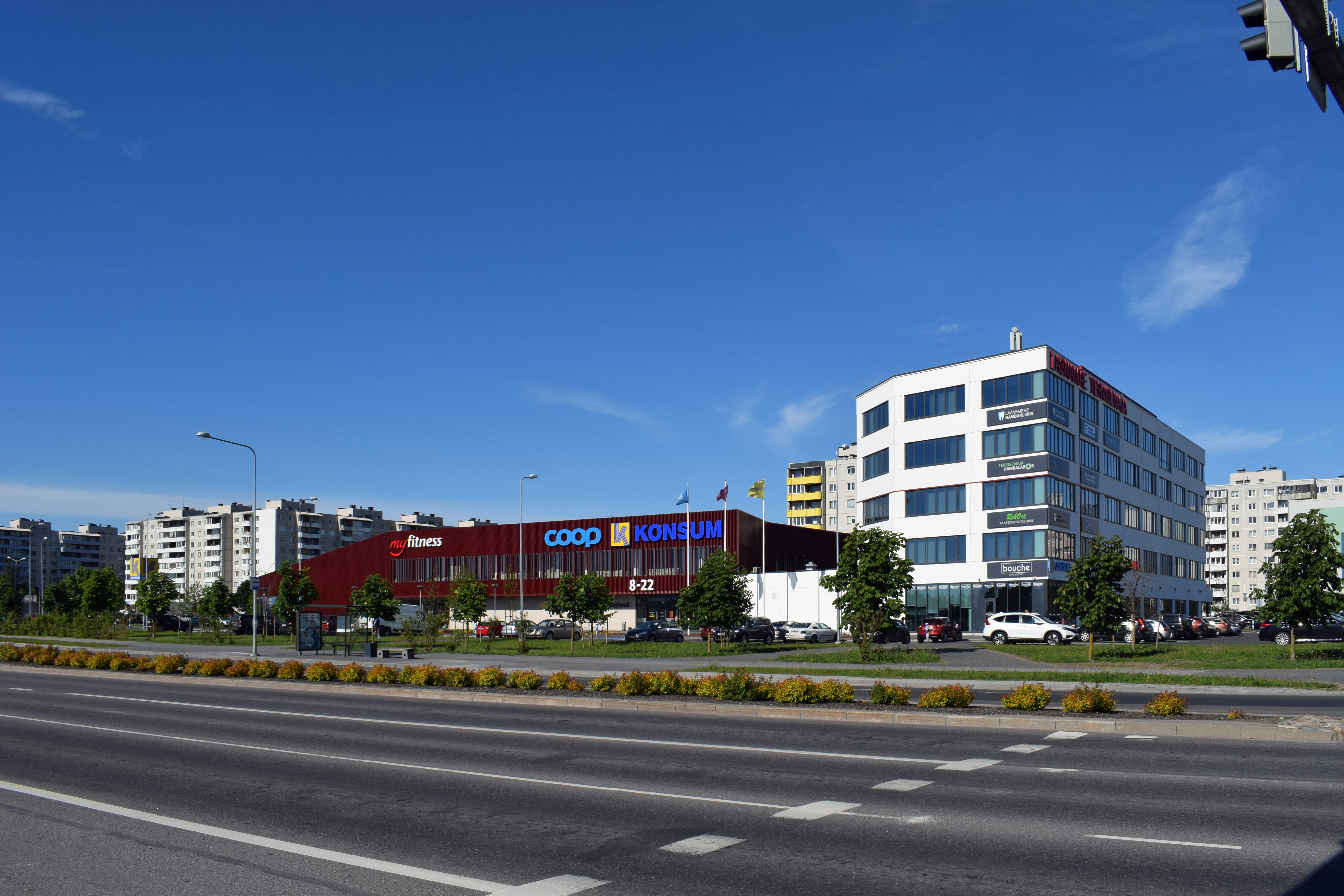
После пересечения с улицей Линнамяэ
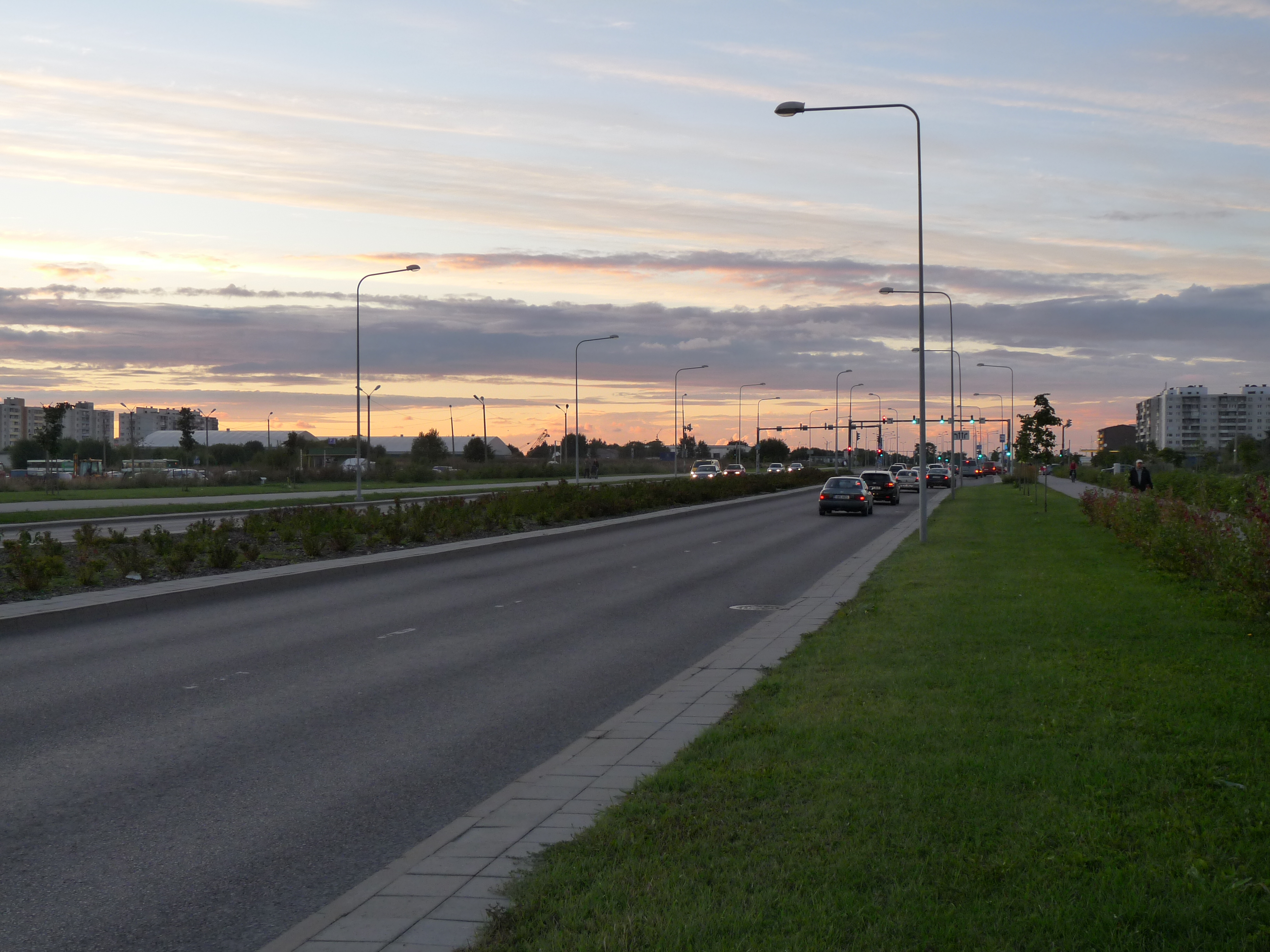
Конечный отрезок улицы